# Список населённых пунктов Лихтенштейна
Ниже представлен список населённых пунктов Лихтенштейна. Для удобства список разделён на города и сёла, города — на города Оберланда (Верхнего Лихтенштейна) и Унтерланда (Нижнего Лихтенштейна).

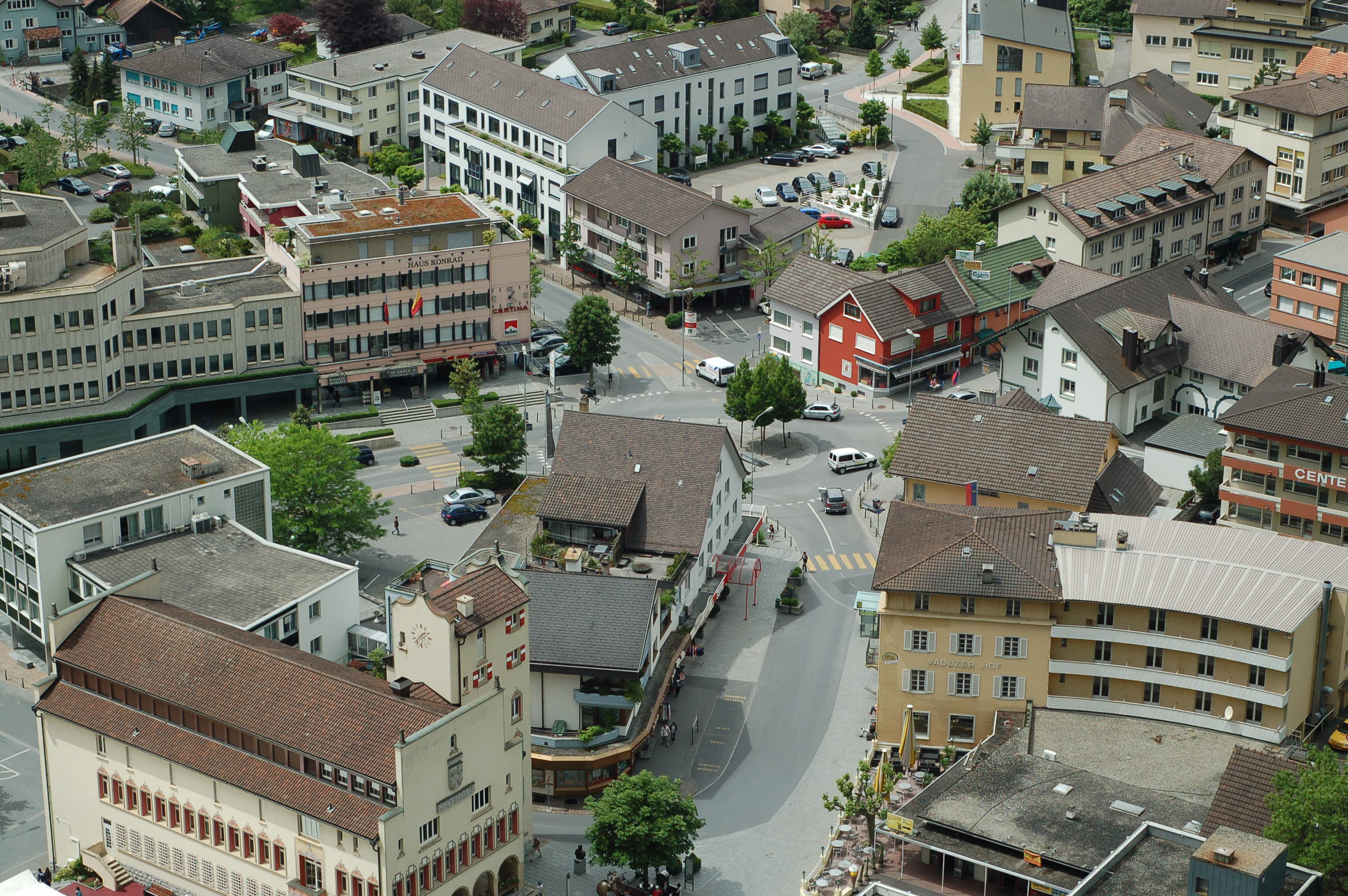
Вадуц

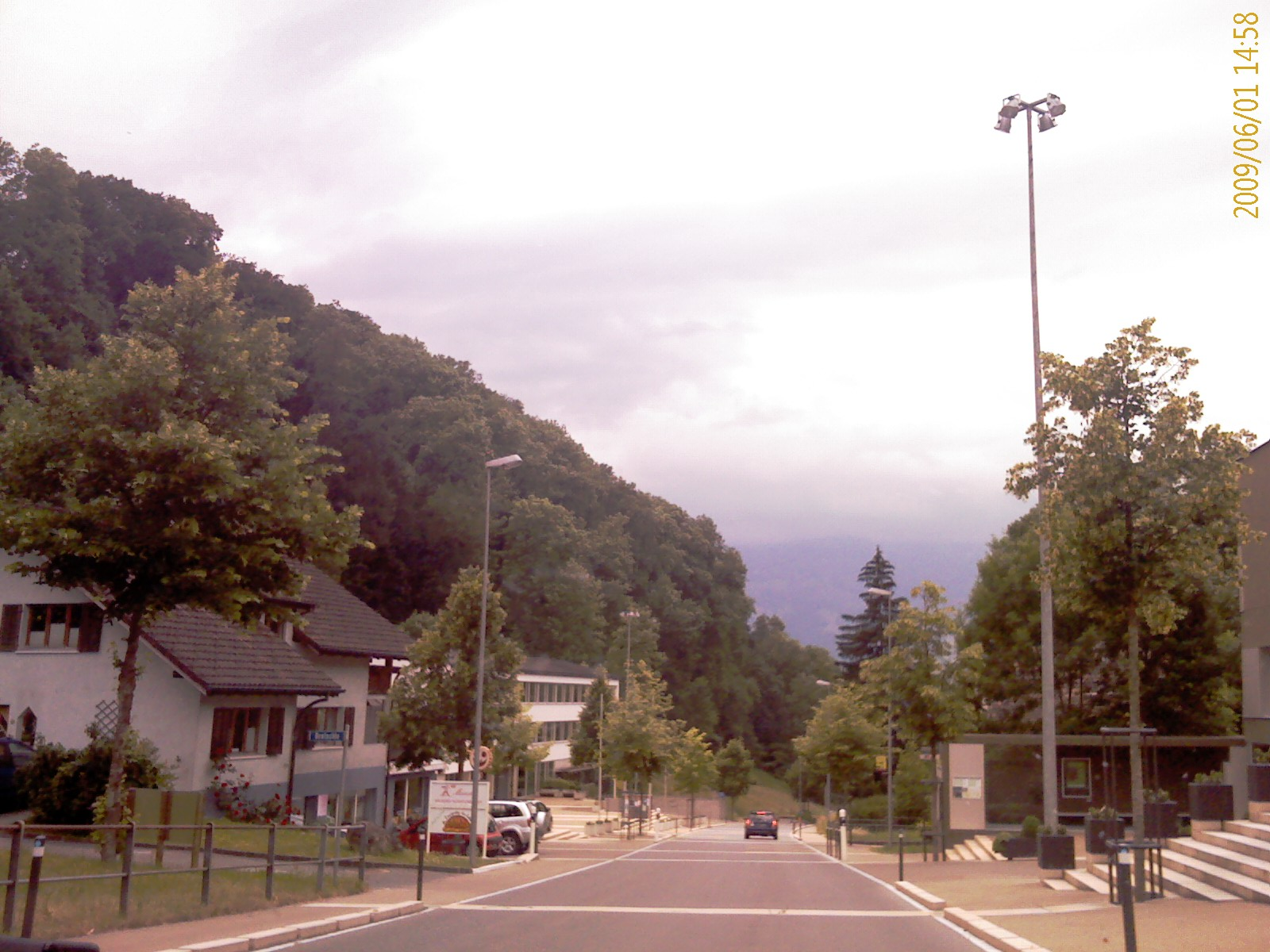
Гамприн

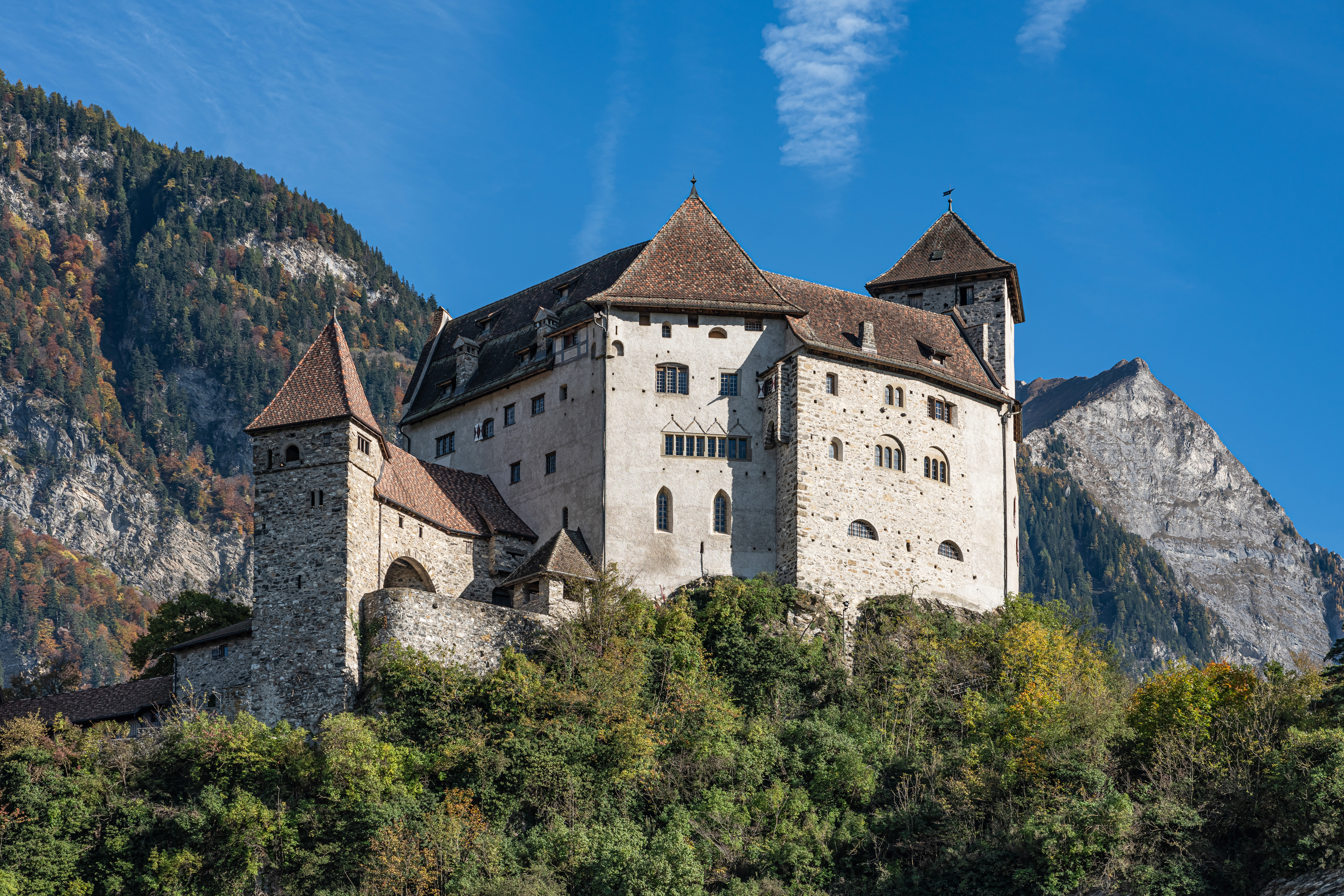
Бальцерс

## Города
Нижний Лихтенштейн
- Вадуц
- Бальцерс
- Планкен
- Тризен
- Тризенберг
- Шан

Верхний Лихтенштейн
- Шелленберг
- Руггелль
- Эшен
- Маурен
- Гамприн

## Сёла
- Бендерн
- Вангерберг
- Гафлай
- Эбенхольц
- Замина
- Зилум
- Зюкка
- Мазеша
- Мальбун
- Мельс
- Мюлехольц
- Нендельн
- Ротенбоден
- Хинтер-Шелленберг
- Шанвальд
- Штег